# C.I.A.
C.I.A. – amerykańskie trio hip-hopowe pochodzące z Los Angeles, w stanie Kalifornia. W jej skład wchodzili Ice Cube, K-Dee i Sir Jinx. Zespół w okresie swojej działalności wydał singel pt. "My Posse" (1987). Za jego produkcję odpowiadał Dr. Dre. Po rozpadzie trio Cube i Dre dołączyli do grupy muzycznej N.W.A.

## Dyskografia
Źródło.
- My Posse (1987)